# Riviera (hotel)
O Riviera (também conhecido como The Riv) foi um hotel e cassino localizado na Las Vegas Strip em Winchester, Nevada, possui 23 andares e 2,100 quartos, além de um cassino de 9,000 m². O hotel atualmente é de propriedade da Riviera Holdings Corporation que foi comprada pela Riv Acquisition Holdings, um grupo privado de investidores.
O Riviera foi construído na década de 1950 por um grupo de investidores da cidade de Miami, Florida. Foi o nono cassino a ser construído na Las Vegas Strip. Suas portas fecharam no dia 4 de maio de 2015, completando assim, 60 anos desde a abertura.

## História cinematográfica
Os seguintes filmes foram filmados no Riviera:
- Ocean's Eleven (Onze Homens e um Segredo - 1960)
- Austin Powers: International Man of Mystery (Austin Powers - Um detetive nada discreto - 1997)
- Casino (Cassino - 1995)
- Go (Vamos Nessa - 1999)
- 3000 Miles to Graceland (3000 Mil Milhas para o Inferno - 2001)
- Crazy Girls Undercover (2008)
- 21 (Quebrando a Banca - 2008)
- The Hangover (Se Beber, Não Case - 2009)